# Podoctinus
Podoctinus is een geslacht van hooiwagens uit de familie Podoctidae.
De wetenschappelijke naam Podoctinus is voor het eerst geldig gepubliceerd door Roewer in 1923. 

## Soorten
Podoctinus is monotypisch en omvat slechts de volgende soort:
- Podoctinus willeyi